# Phyllotreta striolata
Phyllotreta striolata är en skalbaggsart som först beskrevs av Fabricius 1801.  Phyllotreta striolata ingår i släktet Phyllotreta och familjen bladbaggar. Arten är reproducerande i Sverige. Inga underarter finns listade i Catalogue of Life.